# Jiří Nesveda
Jiří Nesveda (* 14. května 1985 Klatovy) je český profesionální cyklista, který závodí od svých 18 let za tým AC Sparta Praha cycling.
Narodil se 14. května 1985 v Klatovech. Po studiu na klatovském gymnáziu studoval na Západočeské univerzitě v Plzni na fakultě ekonomické, kde získal bakalářský titul. Inženýrský titul potom dokončil v Praze na Vysoké škole ekonomie a managementu.
V současné době žije s manželkou Patricií a dcerou Karolínou v Bystřici nad Úhlavou. Často pobývá také na své chatě na Domažlicku, kde strávil velkou část svého dětství.
Jiří Nesveda měří 187 cm a váží 87 kg.[kdy?]

## Předchozí tým
- ZČE Plzeň

## Největší úspěchy
- 1. místo MČR juniorů dráha - 1 km
- celkový vítěz GIANT LIGY 2006
- celkový vítěz GIANT LIGY 2007
- celkový vítěz GIANT LIGY 2008
- celkový vítěz GIANT LIGY 2009
- celkový vítěz GIANT LIGY 2010
- celkový vítěz GIANT LIGY 2011
- vicemistr ČR v časovce dvoji 2012
- celkový vítěz GIANT LIGY v roce 2015